# 프란시스카 가빌란

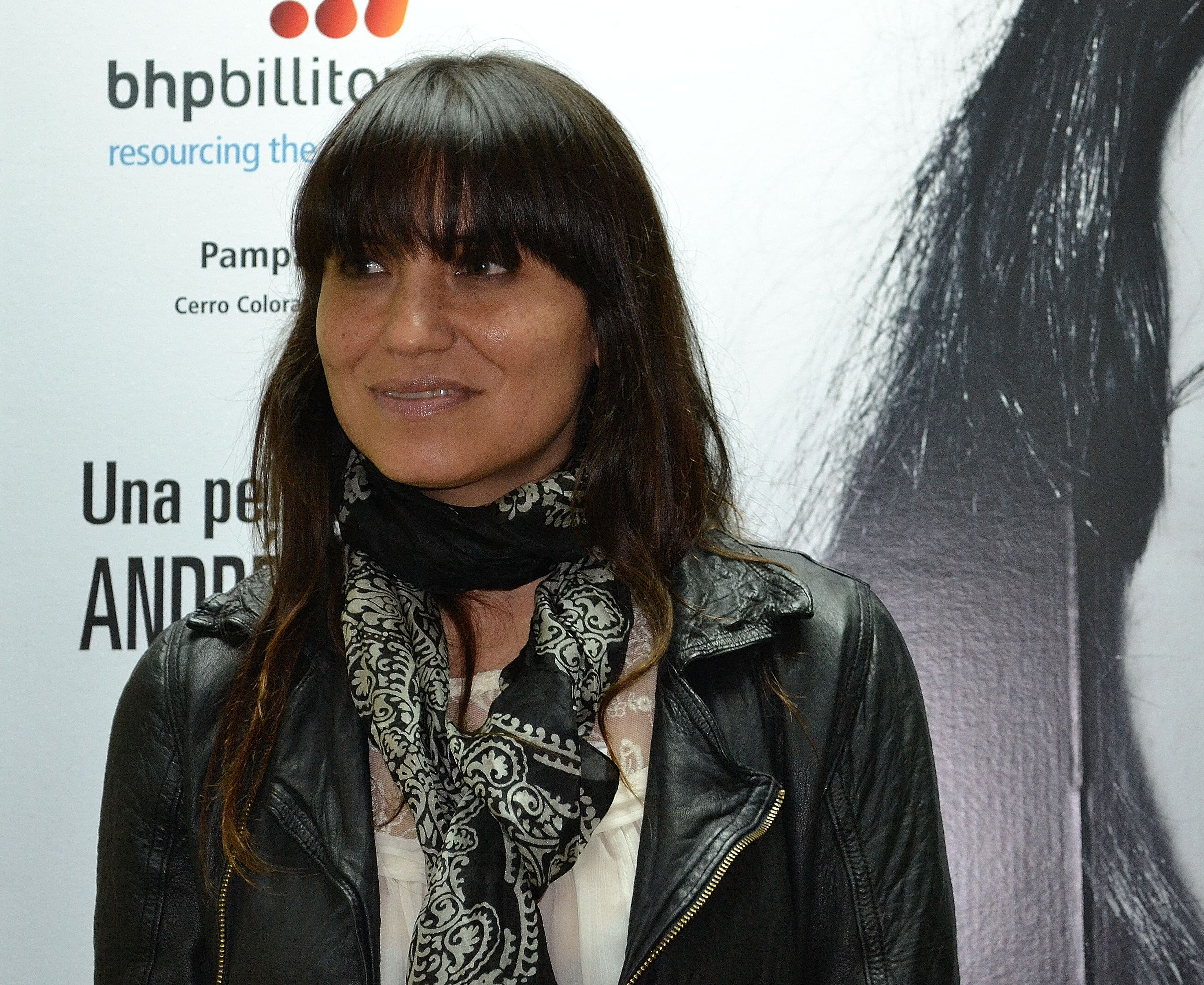

프란시스카 가빌란(Francisca Gavilán, 1973년 6월 27일 ~ )은 칠레의 배우이다.
산티아고에서 태어났다.

## 영화
- 프리즌 브레이커스 (2020년) - 파울리나 바에사 역
- 스파이더 띠브스 (2017년)
- 배드 인플루언스 (2016년)
- 빈자리 (2014년)
- 키페의 여인들 (2013년)
- 천국에 간 비올레타 (2011년) - 비올레타 파라 역
- 울리시스 (2011년) - 플라비아 역